# فرودگاه لنکستر (تگزاس)
فرودگاه لنکستر (تگزاس) (به انگلیسی: Lancaster Airport (Texas)) یک فرودگاه همگانی بهره‌برداری هوایی است که یک باند فرود آسفالت دارد و طول باند آن ۱۵۲۴ متر است. این فرودگاه در شهر لنکستر، تگزاس کشور ایالات متحده آمریکا قرار دارد و در ارتفاع ۱۵۳ متری از سطح دریا واقع شده است.